# لويز بورنس
لويز بورنس هي مغنية وكاتبة غنائية كندية، ولدت في 14 نوفمبر 1985.

## وصلات خارجية
- الموقع الرسمي
- لويز بورنس على موقع ميوزك برينز (الإنجليزية)
- لويز بورنس على موقع أول ميوزيك (الإنجليزية)
- لويز بورنس على موقع ديسكوغز (الإنجليزية)